# Pëtr Elfimaŭ
Pëtr Pjatrovič Elfimaŭ (in bielorusso Пётр Пятровіч Елфімаў?; Mahilëŭ, 15 febbraio 1980) è un cantante bielorusso.
Ha partecipato all'Eurovision Song Contest 2009 come rappresentante della Bielorussia presentando il brano Eyes That Never Lie. Sono frequenti e apprezzate sue interpretazioni di brani rock dei Deep Purple con la l'orchestra di Stato bielorussa.